# Сент-Дьёрдьи, Альберт
Альберт Сент-Дьёрдьи (венг. Szent-Györgyi Albert, 16 сентября 1893, Будапешт — 22 октября 1986, Вудс-Хол) — американский биохимик венгерского происхождения, впервые сумел выделить витамин C и провел фундаментальные исследования в областях биологического окисления и мышечного сокращения. В 1937 году Сент-Дьёрдьи удостоен Нобелевской премии по физиологии или медицине за цикл работ по биологическому окислению, а в 1954 — премии Альберта Ласкера за фундаментальные медицинские исследования за вклад в исследование сердечно-сосудистых заболеваний.

## Биография

### Ранние годы
Альберт Сент-Дьёрдьи родился в Будапеште, Венгрия, 16 сентября 1893 года. Он был вторым сыном в семье Миклоша и Йозефины Сент-Дьёрдьи. Его отец, бизнесмен из известной семьи, был управляющим обширными владениями в 50 милях от Будапешта, а мать — талантливым музыкантом. Альберт жил вместе с матерью и двумя братьями в Будапеште, и обычно приезжали в деревню летом. Впервые интерес к науке у будущего ученого пробудил знаменитый физиолог и профессор Будапештского университета Михай Ленхосек, брат матери, в родословной которой были несколько поколений известных ученых.
Сент-Дьёрдьи вспоминал себя как «очень глупого ребёнка», который ненавидел книги и часто нуждался в помощи репетитора, чтобы сдать экзамены. Однако в шестнадцать лет в нём пробудилась тяга к знаниям, и он начал выделяться в школе. Он объявил своей семье, что собирается стать исследователем в области медицины, но его дядя Михай Ленхоссек всячески препятствовал этой идее; он считал, что в науке нет места таким глупцам, как Альберт. Возможно, его племянника ждала карьера в косметической промышленности, профессии дантиста или фармакологии, но только не в науке! Ленхосек смягчился, когда Сент-Дьёрдьи окончил школу с отличием.

### Образование иПервая мировая война
Сент-Дьёрдьи поступил в медицинскую школу Будапешта в 1911 году. Так как вскоре ему надоели курсы по медицине, он перешел в анатомическую лабораторию своего дяди. Медицинское образование Сент-Дьёрдьи было прервано Первой мировой войной. Летом 1914 года он начал служить в качестве армейского врача. Несмотря на то, что он получил медаль за отвагу и проявленную храбрость, к 1916 году, после двух лет в окопах, Сент-Дьёрдьи ненавидел войну и отчаялся её пережить. Он выстрелил себе в левое плечо, утверждая, что попал под вражеский обстрел, и был отправлен обратно в Будапешт. Пока его рука заживала, Сент-Дьёрдьи окончил медицинскую школу и в 1917 получил звание магистра. Позже в том году он женился на Корнелии («Нелли») Демени, дочери министра почты Венгрии. Она сопровождала Сент-Дьёрдьи на его следующее место службы, военный госпиталь в северной Италии. Их единственный ребёнок, Корнелия («Маленькая Нелли») родилась в октябре 1918 года, перед окончанием войны.

### Начало научной деятельности
В надежде заняться научной деятельностью и сбежать от послевоенного хаоса в Будапеште, Сент-Дьёрдьи занял исследовательскую должность в области фармакологии в Пожони (Венгрия). Когда в сентябре 1919 года Пожонь стала частью Чехословакии, венграм было приказано покинуть город. После нескольких месяцев в Будапеште Сент-Дьёрдьи переезжал в лаборатории в Берлине, Гамбурге и Лейдене, работая то в области биохимии, то в области медицины. Сент-Дьёрдьи всерьез собирался стать врачом в тропических странах, так как это была востребованная и хорошо оплачиваемая профессия, но от этой участи его спасла научная работа в университете Гронингена (Нидерланды) в 1922. В течение последующих четырёх лет Сент-Дьёрдьи работал в физиологической лаборатории днем, и продолжал свои биохимические исследования по вечерам. Он был успешен в каждой из отраслей, и за это время опубликовал более двадцати статей. Особенно Сент-Дьёрдьи интересовали вопросы клеточного дыхания, то есть способ, которым клетки преобразуют питательные вещества в энергию.
Сент-Дьёрдьи также начал исследования дыхания растений, особенно потемнение поврежденных тканей. Однако растения, которые содержат пероксидазы (например, капуста или цитрусовые фрукты), устойчивы к потемнению. Он отметил, что при добавлении пероксида к смеси пероксидазы и бензидина, раствор приобретает яркую синюю окраску, вызванную окислением бензидина. При замене чистой пероксидазы на сок растения, её содержащего, наблюдалась небольшая задержка в окислении бензидина, что указывало на то, что растительный сок содержит восстановительный реагент.
Сент-Дьёрдьи попытался связать болезнь Эдиссона, вызываемую отказом надпочечников, с недостатком схожего восстанавливающего реагента. Работая с надпочечниками коровы, он обнаружил присутствие больших количеств аналогичного вещества. В конце 1924 года он рассказал о своем открытии английскому физиологу Генри Дейлу и попросил разрешения провести несколько месяцев у него в лаборатории для дальнейшей работы над этими веществами. Несмотря на то, что результаты работы оказались отрицательными, поездка принесла Сент-Дьёрдьи полезные знакомства в Англии. Когда Сент-Дьёрдьи вернулся в Гронинген, оказалось, что его наставник Гамбургер умер, а новое руководство университета не поддерживало его исследования. К середине 1926 года он отчаялся продолжить свою научную карьеру. Он отослал жену с дочерью обратно в Будапешт, и задумался о суициде. К счастью, он решил посетить конференцию Международного физиологического общества в Стокгольме. Там, к своему удивлению, он услышал, как сэр Фредерик Голанд Хопкинс, известный английский биохимик, в своем выступлении несколько раз хвалебно упоминал новую статью Сент-Дьёрдьи. После конференции Сент-Дьёрдьи представился Хопкинсу, и тот пригласил его работать в Кембридж.

### Работа вКембридже
В Кембридже Сент-Дьёрдьи смог выделить и очистить небольшое количество восстанавливающего вещества, которое он обнаружил в надпочечниках, капусте и цитрусовых фруктах. Он определил, что вещество, скорее всего, являлось сахарной кислотой с химическим составом С6Н8О6. Хопкинс настоял, чтобы Сент-Дьёрдьи опубликовал свои результаты в биохимическом журнале. Для этого требовалось придумать название для вещества. Сент-Дьёрдьи в шутку предложил назвать его «Ignose» (от «ignosco» — «я не знаю» — и «-ose» для обозначения сахара.) Редактор журнала отверг и это название, и следующее, предложенное Сент-Дьёрдьи, «Godnose». Наконец, было предложено название «гексуроновая кислота» (используя корень «гекс» для обозначения шести атомов углерода, и предполагая, что это сахарная кислота, схожая с глюкуроновой кислотой), с которым согласился и Сент-Дьёрдьи. За выделение гексуроновой кислоты Сент-Дьёрдьи получил степень кандидата наук в биохимии в конце 1927.
Годы в Кембридже были счастливыми и плодотворными для Сент-Дьёрдьи. Он стабильно публиковался и стал известным в научном сообществе. В 1929 году он впервые выехал в США, чтобы посетить Международный физиологический конгресс в Бостоне. После этого собрания он посетил Рочестер (штат Миннесота), где получил приглашение работать над гексуроновой кислотой в клинике Майо. Там, с неограниченными поставками надпочечников с расположенных неподалёку скотобоен, Сент-Дьёрдьи сумел очистить намного большие количества гексуроновой кислоты — почти унцию. Хоуорс, которому была отправлена часть вещества, не сумел определить химическую структуру вещества из этого небольшого образца. Таким образом, после десяти лет работы, сущность «вещества Сент-Дьёрдьи» всё ещё не была установлена.

### Работа в Университете Сегеда, открытиевитамина C
В 1928, когда Сент-Дьёрдьи все ещё работал в Кембридже, венгерский министр образования граф Куно фон Клебельсберг предложил ему вернуться в Венгрию, чтобы возглавить факультет медицинской химии в Университете Сегеда. Сент-Дьёрдьи принял его приглашение и в 1931 занял эту должность. Его новые обязанности включали преподавание и административные задачи. Он скоро завоевал любовь и уважение студентов за прекрасные лекции и неформальный стиль руководства.
Сент-Дьёрдьи не оставлял и научные исследования. Осенью 1931-го к группе Сент-Дьёрдьи присоединился кандидат наук Джозеф Свирбели из США. Свирбели работал с Чарльзом Гленом Кингом в университете Питтсбурга над выделением витамина C. Сент-Дьёрдьи отдал ему остатки «гексуроновой кислоты», которую выделил в клинике Майо и попросил испытать её на морских свинках, зараженных цингой. Серия экспериментов доказала, что «гексуроновая кислота» и есть витамин С (Сент-Дьёрдьи подозревал об этом, но отложил проект, чтобы не заниматься сложными, дорогостоящими и трудоемкими исследованиями на животных). В это же время Кинг был близок к схожему выводу. В марте 1932 Свирбели написал своему бывшему руководителю письмо, в котором рассказал о работе в лаборатории в Сегеде, упомянув, что он и Сент-Дьёрдьи собираются опубликовать статью в журнале Nature. 1-го апреля 1932 в журнале Science была опубликована заметка Кинга, в которой он объявил об открытии витамина С, идентичного «гексуроновой кислоте». Кинг упомянул ранние работы Сент-Дьёрдьи, но не указал его авторство. История этого открытия быстро разлетелась в американской прессе. Встревоженные и удивленные этим известием, Сент-Дьёрдьи и Свирбели все же отправили свой доклад в Nature, опровергая первенство Кинга в этом открытии. Возникло яростное противостояние. Европейские и английские ученые знали, что Сент-Дьёрдьи долго работал с этим антиоксидантом и верили ему, однако у Кинга было много сторонников, обвинявших Сент-Дьёрдьи в плагиате.
Кроме вопроса первенства, возникла ещё одна проблема: Сент-Дьёрди не мог продолжать эксперименты с витамином С, так как у него закончилось выделенное вещество. У него не было запаса надпочечников, а попытки использовать в качестве источника фрукты и овощи провалились. Осенью 1932 года он выявил, что сладкий перец содержит большое количество витамина С, так что его получение больше не было проблемой — Сегед являлся «столицей паприки» в Венгрии. Сент-Дьёрдьи немедленно заставил своих сотрудников выделять витамин С. За одну неделю они очистили более трех фунтов чистого кристаллического вещества. Вместо того, чтобы запатентовать метод получения или сам продукт, Сент-Дьёрдьи разослал образцы всем ученым, работающим с витамином С или смежными темами (включая Нормана Хоуорса, который определил его структуру и затем совместно с Сент-Дьёрдьи переименовал это вещество в аскорбиновую кислоту, так как оно предотвращало заболевание цингой (scorbutus)).
Сент-Дьёрдьи провел несколько последующих лет «проповедуя культ витамина С» (как он сам говорил) по всей Европе, предполагая, что тот может быть полезен для профилактики обыкновенной простуды и других заболеваний. Витамин C не оправдал себя в качестве панацеи от всех болезней, и Сент-Дьёрдьи вернулся к другим исследованиям.

### Нобелевская премия, 1937
В начале 1930-х, основываясь на своих ранних исследованиях в области биохимии дыхания растений, Сент-Дьёрдьи начал изучать окисление в мышечных клетках. Уже было известно, что фумаровая, яблочная и янтарная кислоты (обобщенно-дикарбоновые кислоты) играют некую роль в дыхании. Сент-Дьёрдьи обнаружил, что при добавлении небольших количеств этих кислот к измельченной мышце поглощается значительно большее количество кислорода, чем требуется для их окисления. Он осознал, что кислоты используются не как источник энергии, а в качестве катализатора, то есть они поддерживают реакцию горения, не претерпевая изменения. Каждая из кислот способствовала окислению углевода, присутствующего в клетках ткани. Это была важнейшая новая идея. Сент-Дьёрдьи предположил, что водород из этого углевода восстанавливал первую из дикарбоновых кислот, щавелевоуксусную; образовавшаяся яблочная кислота восстанавливала фумаровую; полученная таким образом янтарная кислота, в свою очередь, переносила атом водорода в цитохромы.
К 1937 году Сент-Дьёрдьи определил, что это циклический процесс, и был близок к определению всех этапов синтеза аденозинтрифосфата (АТФ), молекулы, при помощи которой в клетке происходит перенос энергии. Как оказалось, ошибка Сент-Дьёрдьи заключалась в излишней сосредоточенности на малате и оксалоацетате, и вскоре Ханс Кребс выяснил, что ключевым звеном являлась лимонная кислота. Таким образом, «цикл Сент-Дьёрдьи» стал циклом лимонной кислоты, или циклом Кребса; Кребс, получивший в 1953 году Нобелевкую премию за эту работу, позже называл его «цикл трикарбоновой кислоты».
Сент-Дьёрдьи был очень удивлен, когда в 1937 из Королевского каролинского института ему сообщили о присуждении Нобелевской премии в области физиологии и медицины «за исследования биологического окисления, и в особенности за открытие витамина С и катализа фумаровой кислотой». (В том году Нормен Хоуорс и ещё один исследователь, Пауль Каррер, получили премию в области химии за их работы в исследовании витамина С). Присуждение Нобелевской премии сделало Сент-Дьёрдьи национальным героем Венгрии: он был всего лишь четвёртым венгерским лауреатом Нобелевской премии, и единственным ученым, её получившим.

### Изучение работы мышц
Исследования в области мышечного дыхания привели Сент-Дьёрдьи к вопросу о том, как движутся мышцы. Русские ученые ещё в 1939 году выяснили, что мышечный белок миозин способен взаимодействовать с АТФ и расщеплять её. Несмотря на то, что АТФ была открыта ещё в 1929 году, до сих пор было неизвестно, что она является источником энергии в клетках. Сент-Дьёрдьи предположил, что движение мышц можно объяснить взаимодействием миозина с АТФ. Для того, чтобы лучше разобраться, как изменяется размер и форма мышечной ткани, и какие химические вещества участвуют в этом процессе, он выделил миозин из мышцы кролика, а затем при помощи подкожного шприца сформировал из него тонкие нити. Когда он добавил к ним АТФ, нити быстро сократились на треть, как при сокращении мышечного волокна. Позже Сент-Дьёрдьи говорил: 
«Увидеть, как миозин быстро сокращается и как впервые вне организма воспроизводится наиболее древний и таинственный признак живого-движение… было самым волнующим моментом в моей работе»
Он со своей исследовательской группой в дальнейшем выяснили, что мышечная ткань содержит ещё один белок, актин, который объединяется с миозином с образованием связанных волокон, причем, чем выше содержание в мышце актина, тем сильнее она сокращается при добавлении АТФ. К 1944 году он окончательно выяснил механизм мышечных сокращений и роль АТФ в этом процессе. Был опубликован цикл статей «Исследования мышц в институте медицинской химии» с результатами пятилетней работы.

### Период Второй мировой войны
В 1944 году у Сент-Дьёрдьи возникли более серьезные проблемы. Так как он всегда являлся противником фашизма, то помогал своим еврейским коллегам (включая Ханса Кребса) в 1930-х годах, и яростно сопротивлялся набирающим популярность идеям антисемитизма и милитаризма, иногда даже выступая против агрессивно настроенных общественных движений. Венгрия заключила союз с фашистской Германией после 1938, однако уже к 1942 большая часть интеллигенции (включая Сент-Дьёрдьи) и некоторые политики открыто протестовали и тайно работали над свержением фашистов.
В 1943 году венгерский премьер-министр попросил Сент-Дьёрдьи начать тайные переговоры с Антигитлеровской коалицией. Сент-Дьёрдьи выехал в Стамбул (якобы для того, чтобы прочитать лекцию) и там связался с агентами коалиции, но немецкие разведчики разгадали этот план. К лету 1944 года по личному приказу Гитлера Сент-Дьёрдьи находился под домашним арестом. Через несколько месяцев ему удалось ускользнуть, и остаток войны он скрывался от нацистов в Сегеде и Будапеште.

### Послевоенный период и переезд в США
Несмотря на свою неприязнь к коммунизму, Сент-Дьёрдьи приветствовал советские войска как освободителей, когда они вошли в Венгрию в начале 1945 года. Его героические поступки во время войны совместно с его известностью в области науки сделали его примечательной публичной фигурой и некоторые считали, что у него есть все основания стать первым президентом послевоенной Венгрии, если, конечно, Советский Союз позволит дальнейшее развитие демократии. Сент-Дьёрдьи был в Москве несколько раз с другими представителями венгерской интеллигенции в качестве участника программы культурного обмена. Сент-Дьёрдьи был радушно принят и получил поддержку в развитии лаборатории в университете Будапешта, где он был деканом биохимического факультета. Он также стал членом обновленного парламента и способствовал развитию новой Академии наук. В то же время Советский Союз постепенно отделял Венгрию от Запада, и к 1946 Сент-Дьёрдьи тайно договорился о встречах в Соединенных Штатах. Массачусетский технологический институт предложил ему читать лекции в весеннем семестре 1947-го. На встрече в МИТ Сент-Дьёрдьи также восстановил контакты с Фондом Рокфеллера в надежде на дальнейшее сотрудничество. Вскоре после возврата в Венгрию он снова запросил разрешение на въезд в Соединенные Штаты. В августе 1947-го Сент-Дьёрдьи и его вторая жена Марта (он и Нелли развелись в 1941-м) переехали в Америку.

### Основание Института исследования мышц
Сент-Дьёрдьи решил обосноваться в Лаборатории биологии моря (ЛБМ) в Вудс-Холе, Массачусетс, арендуя часть лаборатории и работая самостоятельно. Один из его новых друзей, Стивен Рат, предложил основать научный фонд, а также деньги для перемещения ученых из исследовательской группы в Венгрии в Штаты. Фонд Сент-Дьёрдьи был основан как некоммерческая организация. Американский отдел исследований моря пообещал заключить щедрый контракт с Сент-Дьёрдьи, как только он созовет исследовательскую группу, поэтому Рат организовал перевозку шестерых заморских коллег в течение 1948-го.
В 1949-м, к ужасу венгерского ученого, американский отдел исследования моря отозвал своё предложение. К счастью, он получил место исследователя в Национальном институте здоровья в Бетесде в 1948-м с обеспечением средствами нескольких венгерских сообществ; Фонд Рокфеллера предоставил дополнительный грант. В течение нескольких лет Сент-Дьёрдьи и Марта курсировали между Вудс-Холом и Бетесдой. В 1950-м Сент-Дьёрдьи получил спасительное предложение от компании Армор Мит на сотрудничество и проведение исследований мышц на срок пять лет. Он также получил грант от Американской ассоциации сердца. Фонд Сент-Дьёрдьи сменил своё название на Институт исследования мышц.

### Период 1945—1955
Труды Сент-Дьёрдьи и его сотрудников часто печатались в этот период. Он объединил свои работы с мускулами в серию коротких изящно написанных книг, которые сделали его самым известным американским ученым. Эндрю Сент-Дьёрдьи, младший кузен Альберта, и его жена Ева открыли подгруппы миозина (меромиозина) и начали изучать белки мышц на более элементарном уровне. Сент-Дьёрдьи с коллегами первыми изучили срез мышечной ткани при помощи электронного микроскопа. В 1949-м Сент-Дьёрдьи разработал ещё одно «пособие к действию» для исследования мышц, когда обнаружил, что вся мышечная ткань сохраняет свою способность сокращаться практически полностью, если хранить её на холоде в 50%-м растворе глицерина, и таким образом исключил необходимость каждый раз использовать только свежесрезанные мышцы. Эти исследования выполнялись в первые несколько лет его пребывания в США, и были вознаграждены премией Ласкера в 1954-м, за год до того как он стал гражданином Америки. В 1956-м его избрали председателем в Национальную академию наук. Его благоприятная личность и красочная история жизни чрезвычайно заинтересовала писателей, и он получал сотни приглашений выступить на различных собраниях (от которых он никогда не отказывался).

### Национальный фонд исследования рака
В конце 1950-х Сент-Дьёрдьи сосредоточился на изучении рака. Он исследовал ткани зобной части гланд и выделил несколько биофлавоноидов: ретин и промин. При дальнейших исследованиях выяснилось, что ретин может способствовать регрессии развития клеток в некоторых видах рака. Однако оказалось, что невозможно отделить и идентифицировать ретин и промин, вследствие чего Сент-Дьёрдьи посчитал просто глупым использовать эти вещества в качестве лекарства от рака, не изучив их свойства и принцип действия. Эта работа, все же, привела его к изучению свободных радикалов, которыми он занимался до конца жизни. Смерть его жены Марты и дочери Нелли от рака в 1960-х дали дополнительный толчок в его исследованиях.
К 1970 году положение Сент-Дьёрдьи снова стало отчаянным: Фонд исследования мышц разорился, и большинство спонсируемых работ потерпели крах. Хотя Сент-Дьёрдьи и мог показаться очевидным соискателем средств, выделенных для «войны с раком», он отказался от такой возможности. Ожидалось, что исследователи подробно разъяснят план работы, ожидаемые результаты и предполагаемые сроки окончания исследований. Сент-Дьёрдьи заявил, что если бы он заранее все это знал, то ему не нужен будет никакой грант! Тем более его возраст (восемьдесят лет) был далеко за чертой пенсионного. Помимо того, идеи Сент-Дьёрдьи о том, что природа рака связана с квантовой физикой, не принималась учеными.
В апреле 1971-го Сент-Дьёрдьи выступил с речью в Национальной академии наук и после этого дал интервью вашингтонской газете «Ивнинг Стар». В интервью он рассказал о своих финансовых проблемах и был крайне удивлен, когда через несколько недель получил 25 долларов от государственного уполномоченного Франклина Солсбери. Год спустя он предложил организовать Национальный фонд исследования рака (НФИР) для исследования рака во главе с пожилым ученым, который был ещё на многое способен. НФИР быстро собрал достаточное количество денег и стал «лабораторией без преград», в которой ученые могли работать свободно в любых исследовательских группах, и где Сент-Дьёрдьи был научным руководителем.

### Последние годы жизни
Последнее десятилетие деятельность Сент-Дьёрдьи была направлена на работу с биофизиками. Большинство исследований проводилось при помощи электронного парамагнитного резонанса (ЭПР) для того, чтобы определить свободные радикалы в структуре, и, таким образом, продемонстрировать способность белков в самом деле вести себя как полупроводники при наличии метилглиоксаля или схожих соединений. Однако Сент-Дьёрдьи с коллегами также указали на сродство опухолевых клеток с некоторыми видами свободных радикалов.
В 1983-м у Сент-Дьёрдьи и НФИР возникли серьезные разногласия в основном из-за контрактов на финансирование для его собственных исследований в ЛБМ. К весне 1986-го пути Солсбери и его сподвижников разошлись, и никакого другого финансирования больше не было. Легендарное здоровье Сент-Дьёрдьи подвело: у него развилась лейкемия с последующими проблемами с почками и сердцем.
Он умер 22-го октября 1986-го в возрасте 93-х лет.

## Научный вклад и его значения
В ходе исследований биологических циклов дыхания Сент-Дьёрдьи приблизился очень близко к тому, чтобы собрать все детали биологических процессов в единую картину. Свободные радикалы (атомы или молекулы с неспаренными электронами) возникают в результате окислительно-восстановительных реакций внутри клеток, и быстро связываются ферментами. Однако они также проникают в организм с загрязнениями окружающей среды (например, со смогом или табачным дымом), наркотиками, химикатами или радиацией. Из-за наличия неспаренного электрона свободные радикалы крайне реакционноспособны. Например, они могут отрывать электрон от других молекул, часто разрывая при этом связи, включая ковалентные в ферментах и других белках, ДНК, в липидах клеточных мембран, таким образом, нарушая их структуру. Ферменты в клетках, антиоксидантные витамины С и Е (аскорбиновая кислота и токоферол) связывают радикалы и дезактивируют их, защищая организм. Гипотезы Сент-Дьёрдьи привели к открытию новых перспектив в исследованиях процессов в клетках при раке.
Подход Сент-Дьёрдьи к исследованию рака возник из длительной уверенности в том, что много незаметных процессов в живых системах должны зависеть не только от «нескладных макромолекул», из которых состоят структуры тел, но и от маленьких, чрезвычайно подвижных и реакционноспособных единиц — делокализованных электронов. (Он впервые предложил такой подход уже в 1941-м.) Сент-Дьёрдьи отметил, что молекулярная биология занималась только растворимыми белками в живых системах. Его теория (иногда её называют «биоэлектронной», «биоэнергетической», биофизикой, электронной биологией или квантовой биологией) была направлена на изучение клеточной активности при наблюдении за переносом электронов между молекулами, связанными в структуры. Он задавался вопросом, как же ещё может энергия превращаться в мышечный или нервный импульс или секрецию? Касательно рака, который характеризуется аномальным ростом клеток, Сент-Дьёрдьи пытался понять не причину этого процесса, а то, что останавливает нормальные клетки от роста, кроме тех случаев, когда это требуется. Он предположил, что регуляторный механизм происходил из ранних этапов эволюции Земли. Первые живые организмы, когда ещё не было ни света, ни воздуха, существовали в «альфа-состоянии», когда основными функциями были ферментация и рост. Кислород все изменил — он активировал белки, позволив им соединяться вместе в крайне сложные структуры, способствовал дифференцированию структур и функций. Теперь живые организмы были в «бета-состоянии». По его словам, клетки в таком состоянии противостоят росту частично из-за сложной структуры и частично потому, что они используют такие соединения как метилглиоксаль, которые способствуют передаче энергии между молекулами и таким образом поддерживают нормальное функционирование. Когда таким клеткам требуется размножиться, глиоксилаза, фермент, который присутствует во всех живых клетках, временно связывает метилглиоксаль, и клетки регрессируют до альфа-состояния и делятся. Обычно этот процесс обратим, но нехватка метилглиоксаля или переизбыток глиоксилазы может поддерживать постоянный клеточный рост, то есть рак. Таким образом, все, что нарушает перенос заряженных частиц в белковых структурах, может, ссылаясь на Сент-Дьёрдьи, привести клетки к альфа-состоянию. Он также считал, что соль витамина С, аскорбат, играет решающее значение в поддержке бета-состояния.
Основные работы Сент-Дьёрди посвящены химии витаминов, изучению процессов окисления в клетке, механизмов мышечного сокращения. В 1927—1929 годах он обнаружил в растительных тканях гексуроновую кислоту и доказал её идентичность витамину С. В 1936 годах открыл витамин Р. Изучая потребление кислорода при мышечном сокращении, установил каталитическую роль в этом процессе дикарбоновых кислот. В ходе работ, выполненных в 1939—1946 годах, открыл актиномиозиновый комплекс, играющий ключевую роль в этом процессе. Показал, что он состоит из двух компонентов — белков актина и миозина. Продемонстрировал роль аденозинтрифосфорной кислоты (АТФ) как источника энергии при работе мышц. Исследования Сент-Дьёрди по изучению расщепления углеводов с образованием диоксида углерода, воды и других веществ и высвобождением энергии создали предпосылки для открытия Кребсом цикла трикарбоновых кислот.
Сент-Дьёрдьи является автором многочисленных научных трудов — «Химия мышечного сокращения» (Chemistry of Muscular Contraction; 1947), «Биоэнергетика» (Bioenergetics, 1957); «Введение в субмолекулярную биологию» (Submolecular Biology, 1960).
В 1970 году он написал книгу «Сумасшедшая обезьяна» (The Crazy Ape), в которой выразил озабоченность судьбой человечества в эпоху научно-технического прогресса. Умер Сент-Дьёрдьи в Вудс-Холе 22 октября 1986 года.

## Политическая позиция
Сент-Дьёрдьи крайне негативно относился к любым проявлениям фашизма и национальной неприязни. В его окружении всегда было много друзей-евреев, которым он не побоялся помочь при активных гонениях во второй мировой войне. Его действия не остались безнаказанными — Гитлер собственноручно посадил его под домашний арест.
1960-е разожгли интерес Сент-Дьёрдьи к политике. Как и множество его научных коллег, таких как Лайнус Полинг и Сальвадор Лурия, он был глубоко озадачен проблемой разрушительного действия научных познаний, таким как ядерное оружие, и опасностью милитаризма (на примере Холодной войны и войны во Вьетнаме). Он писал непрерывным потоком статьи и письма к издателям по вопросам мира и выживания и опубликовал две книги. Его аргументы часто были обращены на историю запада, биологию и антропологию, и были примечательны с философской точки зрения. Горячо симпатизируя молодому движению эпохи, он выглядел негласным героем для молодых людей, которые наводняли каждое лето Вудс-Хол и не пропускали ни одной его лекции в ЛБМ. Несмотря на то, что он подписал множество петиций, много выступал и посещал митинги, он не основал свою собственную организацию или движение и не присоединился ни к одной из них.

## Награды и признание
- 1916 — Серебряная медаль за храбрость[англ.]
- 1937 — Корона Корвина
- 1937 — Magyar Corvin-lánc[венг.]
- 1937 — Нобелевская премия по физиологии или медицине, «За открытия в области процессов биологического окисления, связанные в особенности с изучением витамина C и катализа фумаровой кислоты.»
- 1939 — Орден Святого Саввы
- 1939 — Командор Ордена Леопольда I
- 1941 — Magyar Érdemrend középkeresztje[венг.]
- 1946 — Орден Венгерской свободы
- 1948 — Премия имени Кошута
- 1954 — Премия Альберта Ласкера за фундаментальные медицинские исследования, «For the discovery of actomyosin, the essential contractible element of muscle.»
- 1983 — Орден знамени Венгерской Народной Республики II степени

В его честь названа Премия Сент-Дьёрдьи за прогресс в исследовании рака, вручаемая с 2006 года.